# Stenotus lanuginosus
Stenotus lanuginosus là một loài thực vật có hoa trong họ Cúc. Loài này được (A.Gray) Greene miêu tả khoa học đầu tiên năm 1894.